# Ян Хьон Мо
Ян Хьон Мо (кор. 양 형모; нар. 23 березня 1971) — південнокорейський борець вільного стилю, дворазовий срібний та бронзовий призер чемпіонатів Азії, срібний призер Східноазійських ігор, срібний призер Олімпійських ігор.

## Життєпис
Боротьбою почав займатися з 1984 року. У 2001 році став бронзовим призером чемпіонату світу серед кадетів. У 2002 році здобув срібну медаль чемпіонату Європи серед юніорів.
Виступав за спортивний клуб «Te Gong Sil Up» Сеул. Тренер — Ю Ін Так.

## Спортивні результати на міжнародних змаганнях

### Виступи на Олімпіадах
| Змагання                    | Збірна         | Вагова категорія          | Місце  |
| --------------------------- | -------------- | ------------------------- | ------ |
| Літні Олімпійські ігри 1996 | Південна Корея | вільна боротьба, до 82 кг | Срібло |
| Літні Олімпійські ігри 2000 | Південна Корея | вільна боротьба, до 85 кг | 6      |

### Виступи на Чемпіонатах світу
| Змагання                        | Збірна         | Вагова категорія          | Місце |
| ------------------------------- | -------------- | ------------------------- | ----- |
| Чемпіонат світу з боротьби 1995 | Південна Корея | вільна боротьба, до 82 кг | 17    |
| Чемпіонат світу з боротьби 1997 | Південна Корея | вільна боротьба, до 85 кг | 17    |
| Чемпіонат світу з боротьби 1998 | Південна Корея | вільна боротьба, до 85 кг | 8     |
| Чемпіонат світу з боротьби 1999 | Південна Корея | вільна боротьба, до 85 кг | 8     |

### Виступи на Чемпіонатах Азії
| Змагання                       | Збірна         | Вагова категорія          | Місце  |
| ------------------------------ | -------------- | ------------------------- | ------ |
| Чемпіонат Азії з боротьби 1993 | Південна Корея | вільна боротьба, до 82 кг | Бронза |
| Чемпіонат Азії з боротьби 1995 | Південна Корея | вільна боротьба, до 82 кг | 5      |
| Чемпіонат Азії з боротьби 1996 | Південна Корея | вільна боротьба, до 82 кг | Срібло |
| Чемпіонат Азії з боротьби 1997 | Південна Корея | вільна боротьба, до 85 кг | Срібло |

### Виступи на Азійських іграх
| Змагання           | Збірна         | Вагова категорія          | Місце |
| ------------------ | -------------- | ------------------------- | ----- |
| Азійські ігри 1994 | Південна Корея | вільна боротьба, до 82 кг | 4     |
| Азійські ігри 1998 | Південна Корея | вільна боротьба, до 85 кг | 5     |

### Виступи на Східноазійських іграх
| Змагання                 | Збірна         | Вагова категорія          | Місце  |
| ------------------------ | -------------- | ------------------------- | ------ |
| Східноазійські ігри 1997 | Південна Корея | вільна боротьба, до 85 кг | Срібло |

### Виступи на інших змаганнях
| Змагання                  | Збірна         | Вагова категорія          | Місце  |
| ------------------------- | -------------- | ------------------------- | ------ |
| Тестовий турнір FILA 1998 | Південна Корея | вільна боротьба, до 85 кг | Золото |